# Посёлок завода Мосрентген
Посёлок заво́да Мосрентге́н (Мосрентге́н) — посёлок в Новомосковском административном округе города Москвы в России. Расположен на юго-западной стороне МКАД. Население — 16 462 чел. (2010). Бывший административный центр упраздненного муниципального образования поселение «Мосрентген».
Градообразующим предприятием посёлка является завод «Мосрентген», производивший медицинскую технику и рентгеновские аппараты. Завод и дал название посёлку.
На территории посёлка располагаются 27 омсбр, Московское военно-музыкальное училище, а также находится ФГКУ «Центр по проведению спасательных операций особого риска „Лидер“».

## История
Ранее на территории Мосрентгена находилась деревня Говорово. Первое упоминание о ней относится к 1627 году. Принадлежало Говорово Филиппу Григорьевичу Башмакову.
Сменив несколько владельцев в 1684 году поместье Говорово, уже преобразованное в вотчину, перешло в собственность окольничего Семёна Фёдоровича Толочанова, а в 1687 году под давлением было продано приближённому царевны Софьи Фёдору Шакловитому.
После низложения Софьи и казни Шакловитого имение было пожаловано думному дьяку Автоному Иванову.
В 1696 году новый хозяин имения и деревни Говорово закончил строительство церкви Святой Троицы, и деревня стала селом под названием Троицкое. В XVIII веке хозяйкой усадьбы «Троицкое» была внучка Иванова, Дарья Салтыкова — Салтычиха, осуждённая в 1768 году за жестокие убийства подвластных ей крепостных крестьян.
В состав имения входила и стоявшая на Старой Калужской дороге деревня Верхние Тёплые Станы (Тёплый Стан) (ныне часть Москвы, отделённая от Мосрентгена МКАДом). В 1777 году имение было продано для уплаты долгов. Приобрёл его писатель Борис Салтыков, родственник супруга Салтычихи. В 1790-х годах «Троицкое» перешло в собственность Николая и Пелагеи Тютчевых. 
В этих местах провёл свои детские и юношеские годы их внук, известный русский поэт Фёдор Тютчев.
После революции 1917 года Троицкое меняет свое название на подсобное хозяйство «Тёплый стан». Здесь располагаются мастерские, в 1937 году на их основе возникает завод рентгеновской техники.
После начала Великой Отечественной войны оборудование завода эвакуируют в Актюбинск, а сам завод начинает выпускать боеприпасы.
В 1944 году завод получил название «Мосрентген», название по заводу перешло и на жилой поселок при заводе. После войны на градообразующее предприятие из Германии в счёт репараций было привезено оборудование немецкого завода, также выпускавшего рентгеновскую аппаратуру.

## География

### Географические объекты посёлка
В посёлке имеется три пруда, протянувшиеся цепочкой в направлении с запада на восток-северо-восток.
На южной стороне прудов находится церковь Животворящей Троицы. На северной стороне — спортивный комплекс.
В Мосрентгене находился военный городок «Видное-4», в настоящее время городок является открытым и отдельного субъекта не представляет. Его основные улицы — Институтский проезд и улица Героя России Соломатина (ранее — 2-й Музыкальный проезд).

### Соседние объекты в пределах подведомственного поселения
На северо-западе — деревня Дудкино. Юго-восточнее посёлка расположен оптово-розничный рынок «Славянский мир»; южнее — деревня Мамыри, а также южная часть Троицкого лесопарка.

### Соседние объекты за пределами подведомственного поселения
Западнее посёлка (и поселения) находится Хованское кладбище (Северное и Центральное).
Южнее, за улицей Адмирала Корнилова, располагается крупнейший оптово-продовольственный центр в России именем «Фудсити».

## Население
| 1979 | 2002    | 2010    |
| ---- | ------- | ------- |
| 5157 | ↗10 336 | ↗16 462 |

## Застройка
В посёлке находится 37 жилых домов; в микрорайоне «Видное-4» — 11 домов. Все дома посёлка многоквартирные, этажностью от 2 до 17 этажей. В сентябре 2011 года были снесены последние два двухэтажных дома, имевшие буквенные адреса («В» и «Г»). На их месте построен новый высотный дом.

## Транспортное сообщение
Посёлок связан регулярным транспортным сообщением с городами Москва, Видное и Московский.
Также рядом с посёлком на МКАД находится остановка общественного транспорта «Мосрентген».
В сентябре 2024 года на восточной окраине посёлка открылась станция метро «Тютчевская».

## Факты
- На промышленной площадке завода «Мосрентген» имеется законсервированное с 1962 года[10] (по другим данным с 1973 года[11]) захоронение значительного количества радиоактивных отходов, основные загрязнители – кобальт-60, цезий-137[12]. В 2014 году силами Филиала «Приволжский территориальный округ» ФГУП «РосРАО» был проведен комплекс работ по реабилитации земельного участка ЗАО «Мосрентген» (после 28 ноября 2014 года – ООО «Мосрентген») в рамках обеспечения мероприятия «Реабилитация территорий субъектов Российской Федерации»[13].

## Легенды Мосрентгена
- Среди жителей посёлка Мосрентген бытует предание, восходящее ко временам, когда населённый пункт был селом Троицким во владении печально знаменитой Дарьи Салтыковой (Салтычихи), замучившей насмерть своих крепостных людей. Согласно преданию, замученных тайно хоронили в Троицком.